# Daniel Itzig
Daniel Itzig (1723 Berlín – 1799 Postupim) byl pruský dvorní faktor a jeden z nejvýznamnějších židovských bankéřů v Prusku. Byl rovněž hlavou židovské komunity v Berlíně a starším židovských obcí v pruských provinciích.

## Život

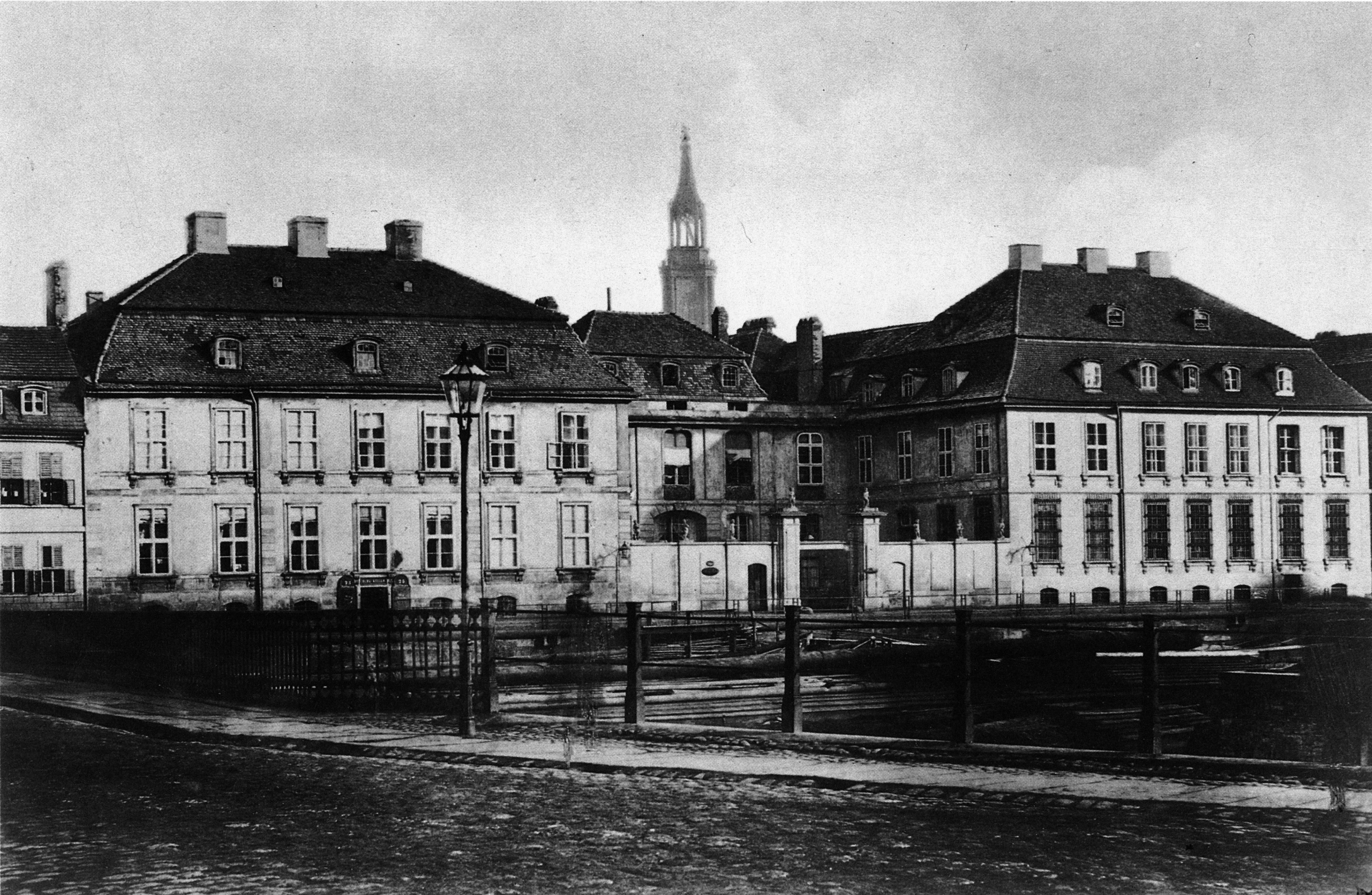
Itzigův palác v Berlíně, 1857

Pocházel z rodiny židovských obchodníků, mezi jeho nejznámější předky patřil rabín Moses Isserlis z Krakova. Prosadil se během Sedmileté války jako vardejn mincovny, dále dvorní bankéř, majitel továrny na zpracování kůže, majitel železárny, důlní podnikatel a majitel realit. Byl činný na dvoře pruských králů Bedřicha Velikého a Bedřicha Viléma II. v době jejich expanzivní politiky.

## Rodina
Daniel Itzig pocházel z nepříliš bohaté rodiny, ale 9. srpna 1747 se výhodně oženil s bohatou nevěstou, Mirjam Wulffovou (1727–1788). Narodilo se jim 15 dětí. Tři z jejich pěti synů se stali svobodnými zednáři.
Byl zakladatelem dynastie, která zrodila mnoho významných osob v době německo-židovského soužití na konci 18. a začátku 19. století. Téměř všechny z jeho třinácti dětí, které se dožily dospělosti, žily zajímavý a pro společnost přínosný život, někteří potomci se stali poměrně slavnými.